# 10144 Bernardbigot
A 10144 Bernardbigot (ideiglenes jelöléssel (10144) 1994 AB2) a Naprendszer kisbolygóövében található aszteroida. Y. Kushida és O. Muramatsu fedezte fel 1994. január 9-én.

## Kapcsolódó szócikk
- Kisbolygók listája (10001–10500)